# Andrea Pollack
Andrea Pollack (n. 8 mai 1961, Schwerin, Germania – d. 11 martie 2019, Berlin, Germania) a fost o înotătoare ce a reprezentat Germania, medaliată olimpică. A participat la 2 ediții ale Jocurilor Olimpice (1976, 1980) în care a câștigat 3 medalii de aur și 3 medalii de argint.